# Xiphocentron julus
Xiphocentron julus är en nattsländeart som beskrevs av Schmid 1982. Xiphocentron julus ingår i släktet Xiphocentron och familjen Xiphocentronidae. Inga underarter finns listade i Catalogue of Life.